# Sergio Birga
Sergio Birga, né le 10 juillet 1940 à Florence et mort le 26 août 2021 à Cannes, est un peintre italien, qui a vécu et travaillé à Paris depuis 1966.

## Biographie
Né en 1940 à Florence, Sergio Birga a gardé de ses origines le goût de l’art et la fréquentation passionnée des musées.
Ses premières œuvres, peintes et gravées, sont influencées par l’expressionnisme. Il fait trois séjours en Allemagne pour y rencontrer les protagonistes, Heckel, Meidner, Kokoschka et, plus particulièrement, Otto Dix et Conrad Felixmüller qui lui prodiguent leurs conseils et font avec lui un échange de portraits.
Diplômé de la Scuola d’Arte de Florence, il s’installe à Paris en 1965. Il étudie aux Beaux-Arts la gravure dans l’atelier de Lucien Coutaud.
À partir de 1967, ses œuvres, figuratives et critiques, présentent un caractère politique plus marqué (guerre du Vietnam, destruction des Halles). De 1969 à 1975, il est membre  du comité du Salon de la Jeune Peinture. Il participe en 1977 à l’exposition « Mythologies Quotidiennes 2 » (ARC), regroupant des peintres du mouvement de la figuration narrative.
Dans les années 1980, il aborde de nouveaux thèmes, liés à l’héritage italien de la peinture classique, avec des références à de Chirico : portiques, jardins, statues, personnages mythologiques, ce qui lui vaut d’être rapproché du mouvement de la Pittura Colta.
Mais la constante de sa manière restera le réalisme magique. Il peint des autoportraits et des portraits et, au gré de ses voyages, des  évocations de villes : séries de toiles sur Berlin, New York, Rome, Florence sans abandonner les vues de Paris. Il reçoit diverses commandes de l’Église et réalise des chemins de croix et des tableaux d’inspiration religieuse. Il poursuit son activité.

### Décoration
- Chevalier des Arts et des Lettres

## Expositions

### Expositions personnelles
- 1974 : Galleria Trifalco, Rome, Studio Inquadrature, Florence
- 1976 : Galerie La Passerelle Saint Louis, Paris, Galerie Jean-Pierre Lavignes, Cologne, Galleria Trifalco, Rome
- 1977 : Galleria Aglaia, Florence
- 1978 : Galerie Liliane François, Paris
- 1981 : Galerie Liliane François, Paris, Galleria Il Narciso, Rome
- 1985 : Syn-Art, Paris
- 1986 : Galerie Lefor-Openo, Saint-Cloud
- 1987 : Art-Collection, Honfleur, Carnac, Courchevel
- 1988 : Galerie Nicole Ferry, Paris
- 1989 : Château d’Ancy-le-Franc, Yonne
- 1990 : Galerie Daniel Besseiche, Courchevel, Dinard, Honfleur
- 1992 : Ken’s Art Gallery, Florence
- 1993 : Galleria Il Narciso, Rome
- 1994 : Galerie Nicole Ferry, Paris, Institut culturel Italien, Lille
- 1996 : Ken’s Art Gallery, Florence
- 1997 : Galerie Berthet-Aittouarès, Paris
- 2000 : Musée de la Faïence, Quimper
- 2003 : Espace Bernanos, Paris
- 2006 : Galerie La Hune Brenner, Paris
- 2007 : Galerie Saphir, Paris (janvier), Kafka, Prieuré St Pierre, Orléans (février), Galerie Bansard, Paris (mars),Fort Napoléon, La Seyne-sur-Mer (juillet)
- 2008 : Villa Tamaris, La Seyne-sur-Mer
- 2009 : Festival de Jazz, Fort Napoléon, La Seyne-sur-Mer. Esquisses et Croquis Présentation de Robert Bonaccorsi
- 2010 : Galerie Concha de Nazelle  Toulouse. Préface de Gérard-Georges Lemaire, Institut Français, Dresde. Préface de Gérard-Georges Lemaire, Galerie Bansard, Paris. Préface de Marie-Gabrielle Leblanc
- 2011 : Portraits de Villes, Maison du Cygne, Centre d’Art, Six-Fours (Var). Préface de Robert Bonaccorsi
- 2012 : Pierres Noires, galerie Anna Tschopp, Marseille.
- 2013 : Portraits de Villes 2,Galerie Concha de Nazelle, Toulouse, Festival du Livre et de la presse d'écologie,"A quoi rêvent les villes", La Bellevilloise
- 2014 : Galerie Colette Clavreul, Paris,  14 janvier-16 février, Galerie Bansard, Paris
- 2015 : Paris, New-York, Berlin sur un air de jazz  Galerie 89,  Paris, Sergio Birga. Période expressionniste  Yohann  Gallery,  Paris
- 2016 : Galerie Saphir Paris "Variation sur Franz Kafka" (2016-2017)

### Expositions collectives
- 1967 :Tendances et Engagement dans le graphisme, Galerie de l’Université, Paris. Sergio Birga et Vito Tongiani, 24 peintures pour le Vietnam, salle de la Mutualité, Paris.
- 1968 : Artistes italiens de Paris, Palazzo Comunale, Tivoli. Préface de Carlo Levi.
- 1972 : Amnistia, Sala Reale delle Cariatidi, Milan.
- 1973 : 4 Konstnarer Fran Paris, Medborgarskolan, Göteberg. Gli Artisti Italiani per la libertà del Cile, Galleria Alzaia, Rome.
- 1974 : Incontri Silani, Biennale Nazionale di Grafica, Cosenza. Art Festival for the Chilean Resistance, Royal College of Arts, Kensington, Londres.
- 1976 : I Giorni del mio tempo, Galleria Trifalco, Rome. Préface de Pier-Paolo Pasolini.
- 1977 : Mythologies Quotidiennes, Musée d’Art Moderne de la ville de Paris. XXIIIe Premio del Fiorino, Palazzo Strozzi, Florence.
- 1978 : A che serve un libro senza figure ? Galleria Giulia, Rome. Préface de Mario Quesada.
- 1979 : Ville matrice, ville matricule, Galerie Pierre Lescot, Paris.
- 1980 : Dix Artistes italiens contemporains, Centre culturel italien, Paris.
- 1981 : Quello specchio (dis)umano. Quando i pittori fotografano, galleria comunale d’arte contemporanea, Arezzo.
- 1982 : Figures au Réel, Palais des Papes, Avignon. Hommage à Jaurès, Musée de Castres.
- 1983 : Le Stade, musée des Beaux-Arts de Lille. Château de Nointel, Collection Prince Murat Tel peintre, quels Maîtres ? Galerie ABCD, Paris. Préface de Jean-Luc Chalumeau.
- 1985 : Ciao Raffaello, Istituto Francese, Florence. Préface de Daniel Arasse.
- 1986 : Pastel contemporain Français, Musée National d’Art Moderne, Séoul. Les Figurations 1960-1985, Musées de Cagnes-sur-Mer, Carcassonne, Dunkerque. Les Cordeliers, Chateauroux. Préfaces de Gérard Xuriguera et Francis Parent.
- 1988 : Présence de l’Art Français Contemporain, Musée de Prague. Préface d’Evelyne Artaud. Museo dei Musei, Palazzo Strozzi, Florence. Textes de Daniel Arasse, Jean Baudrillard, Pascal Bonafoux, Umberto Eco, Gérard-Georges Lemaire, Louis Marin, Federico Zeri.
- 1989 : Les Paysages dans l’art contemporain, Beaux-Arts, Paris Préface de Gérard Xuriguera
- 1989 : Museo dei Musei Musées de Tokyo, d’Osaka et Kyoto. Figurations Italiennes des Années 80, Galerie Helga Wicher, Wuppertal. Bicentenaire de la Révolution française, Institut Français, Florence. Préface de Daniel Arasse. Exposition Internationale de Gravures, Kanagawa Prefectural Gallery.
- 1990 : Art Nurnberg, Couleurs de la Vie, Bibliothèque Nationale.
- 1991 : Couleurs de la Vie, Centre Culturel de la Villa, Madrid. Palais Wallenstein, Prague.
- 1992 : Smorfia Napoletana, Musée de la SEITA. Préface de Dominique Fernandez La Revue Parlée, Centre Georges Pompidou, Paris. Préface de Dominique Fernandez.
- 1993 : Miniprint Sloveniya International, Sarajevo Art Aid, Maribor Art Gallery.
- 1994 : 18 Peintres Italiens pour l’Europe, Musée de Chambéry. Préface de Pascal Bonafoux. Omaggio a Rodolfo Valentino, Musée Valentino, Castellaneta (Matera).
- 1996 : Verlaine. Ex-Libris, Médiathèque du Pontifroy, Metz.Le Grand Meaulnes vu par les peintres, Fondation Lesur, Fresnoy-le-Grand.
- 1999 : Artisti Italiani di Parigi, Institut culturel italien, Paris. Préface de Jean Clair. Foire d’Art Contemporain, Centre des arts de Séoul. Pavillon Mestrovic, Zagreb et Musée d’art moderne de Dubrovnik.
- 2001 : Hommage à Böcklin, l’Ile des Morts, Musée de Meaux.
- 2002 : Métamorphoses de Kafka, Musée du Montparnasse, Paris. Préface de Gérard-Georges Lemaire.
- 2003 : Méditerranées, Galerie Saphir, Paris et Dinard.
- 2004 : George Sand, interprétations 2004, Musée de Chateauroux. Préface de Francis Parent.
- 2005 : Museo d’Arte delle Generazioni Italiane del 900, Pieve di Cento (Bologna). Préface de Giorgio di Genova.
- 2006 : K. comme Kafka, Château-Musée du Cayla. Préface de Gérard-Georges Lemaire. Bretagnes d’artistes, Galerie Saphir, Paris et Dinard.
- 2007 : Les Heures chaudes de Montparnasse, Musée du Montparnasse, Paris. La Transfiguration, Galerie Bansard, Paris. Leçons de Ténèbres, Museo José-Luis Cuevas, Mexico. Kafka, Église St-Etienne, Beaugency. Préface de Gérard-Georges Lemaire.
- 2008 : Trente Œuvres sur et autour du Jazz, La Seyne-sur-Mer. Préface de Robert Bonaccorsi. Figurez-vous, Arsenal St-Léger et Musée de Soissons.Préface de Jean-Luc Chalumeau.
- 2008, 2009, 2010, 2011 : Croquis et esquisses autour du jazz, Fort Napoléon, La Seyne-sur-Mer.
- 2009 : Revue Nunc, Zedes Art Gallery, Bruxelles er galerie Kh15, Berlin Le Noir absolu et Leçons de Ténèbres, Centre d’art contemporain, Mont-de-Marsan et Villa Tamaris.
- 2010 : Affordable Art Fair, New-York. Vie, Mort et Miracles de Karel Capek, Théâtre Graslin, Nantes et Théâtre d’Angers. 2011 Résurrection, Galerie Bansard. Vous avez-dit Bretagne ? Galerie Saphir, Paris. Holy ! Galerie Concha de Nazelle, Toulouse.
- 2011-2012 : Les Halles de Baltard, Musée Carnavalet. Complicités Artistiques, peintres de la collection de la Villa Tamaris, Six-Fours (Var). Anges et Archanges, galerie Bansard, Paris.
- 2013 : Une Génération ? Les peintres des années 70 dans la collection de la Villa Tamaris. Villa Tamaris Centre d’art (La Seyne-sur-Mer) Méditerranée, mer des rencontres - Galerie Saphir, Paris. Bruno Schmeltz et ses amis Le Carmel, Tarbes. Le Noir Absolu, présentation Gérard-Georges Lemaire. Galerie Grand E’terna, Paris.
- 2014 : Salon International du Livre ancien, de l’Estampe et du Dessin. Galerie Saphir Grand Palais. Affiches de la Marche pour la Paix et Affiches de Mai 68. Galerie Colette Clavreul, Paris. Exposition collective. Yohann Gallery, Paris.
- 2015 : Dérives autour de Franz Kafka. Présentation Gérard-Georges Lemaire. Galerie Brun-Léglise, Paris. Figuration , Galerie 89, Paris. Salon International du Dessin et de l’Estampe, Galerie Saphir, Grand-Palais. C’est la nuit, présentation de Robert Bonaccorsi, Villa Tamaris Centre d’Art. La Seyne-sur-Mer. You Sea galerie Saphir. Palais des Arts et du Festival, Dinard. Kafka era Praga. Praga era Kafka. Présentation Gérard-Georges Lemaire Galleria Scoglio di Quarto, Milan. Les Cafés littéraires. Présentation Gérard-Georges Lemaire. Institut Français de Milan. Pour/Suivre. Collection de la Villa Tamaris : une mise en perspective. Présentation de Robert Bonaccorsi. Villa Tamaris Centre d’Art, La Seyne-sur- Mer.
- 2016 : De la passion à la résurrection, Galerie Bansard Paris Les Cafés littéraires. Présentation Gérard-Georges Lemaire, Mare Nostrum Galerie Anna Tschopp Marseille, Variation sur Franz Kafka (2016-2017), Exposition d'art contemporain Français Somaart museum Séoul, Salon international de l'Estampe et du dessin Grand Palais Paris.